# Marcin Teofil Polak
Pour les articles homonymes, voir Polak.
Marcin Teofil Polak, né vers 1570 à Lviv et mort le 25 janvier 1639 à Bressanone, est un peintre polonais.

## Biographie
Marcin Teofil Polak naît vers 1570 à Lwów (aujourd'hui Lviv en Ukraine). 
Avant 1599, il collabore à Cracovie avec le peintre de la cour Marcin Kober et se lance ensuite dans un voyage artistique en Italie. Après avoir visité Prague en 1600, il s'installe à Trente où, avant 1616, il devient peintre de cour pour les archevêques. Entre 1621 et 1622, il part en voyage artistique dans le centre de l'Italie. De 1623 à 1623, il travaille à Salzbourg, puis de 1626 à 1637, trouve un emploi à Innsbruck comme peintre de cour du comte Léopold V d'Autriche-Tyrol. De 1637 jusqu'à sa mort, il est peintre de cour pour Wilhelm von Welsberg, évêque de Bressanone. Ses retables, portraits et peintures murales se trouvent à Trente et à Esztergom (Hongrie), Innsbruck, Prague, Salzbourg et Zurich. Les thèmes anti-protestants et de la Vierge et des saints prédominent dans son œuvre, où les peintures murales occupent une place importante. De nombreux tableaux de cet artiste ont été détruits par le feu. 
Il meurt le 25 janvier 1639 à Bressanone.